# Relations entre la Corée du Nord et la Syrie
Les relations entre la Corée du Nord et la Syrie sont les relations internationales entre la république populaire démocratique de Corée et la Syrie. La Corée du Nord dispose d'une ambassade à Damas, et la Syrie d'une ambassade à Pyongyang. 

## Historique
Après la chute du régime Assad le 8 décembre 2024, le personnel de l’ambassade de Corée du Nord à Damas est exfiltré vers la Russie en compagnie de diplomates russes et biélorusses par un avion de l’armée de l’air russe depuis la base aérienne de Hmeimim.
Avec l'arrivée au pouvoir d'Hayat Tahrir al-Cham et du gouvernement de transition, les relations entre la Corée du Nord et la Syrie, très fortes sous l'ère Assad, se dégradent. En avril 2025, la Syrie établit des relations avec la Corée du Sud, voisine et ennemie de Pyongyang.